# Apple Store
Der Apple Store ist eine Einzelhandelskette, die von Apple Inc. betrieben wird. Verkauft werden dort Apple-Produkte wie Mac, iPhone, iPad, Apple Watch, Apple TV, HomePod, Apple Vision Pro, Software sowie Zubehör und Accessoires.
Die ersten beiden Apple Stores wurden im Mai 2001 vom damaligen CEO Steve Jobs eröffnet. Ron Johnson war für diese der zuständige Leiter. Anfangs gingen die Medien davon aus, Apple würde an dieser Idee scheitern, doch erwiesen sich die Apple Stores schnell als Erfolg, indem es die Verkaufszahlen der konkurrierenden nächstbesten Geschäfte überholte und innerhalb von drei Jahren einen Jahresumsatz von 1 Milliarde US-Dollar erreichte und damit der umsatzschnellste Einzelhändler in der Geschichte wurde. Über 20 Jahre hinweg baute das Unternehmen sein Store-Geschäft weiter aus und betreibt derzeit, Stand 26. Juli 2025, 535 Einzelhandelsgeschäfte in 27 Ländern, mit der neuesten Eröffnung des Apple Stores in Osaka, Japan. Während sich auf dem Heimatmarkt, den USA, 273 Apple Stores befinden, gibt es außerhalb den USA inzwischen 262 Stores. Starke Produktverkäufe in seinen Läden machten Apple seither zu den am besten verkaufenden Unternehmen.
Im Mai 2016 stellte Angela Ahrendts, damalige Senior Vice President of Retail von Apple, den stark überarbeiteten Apple Store im Union Square (San Francisco) vor. Hier werden nicht nur Produkte verkauft, sondern man erhält von sogenannten „Creative Pros“ Anleitung und Hilfe zu den Geräten. Außerdem bietet dieser neue Store Sessions und Events. Ahrendts sagte, Apples Ziel sei es, Apple Stores wie Stadtplätze zu gestalten, einem Ort, an dem sich Menschen gerne treffen und Zeit verbringen. 
Viele Apple Stores befinden sich innerhalb von Einkaufszentren, und für manche hochkarätige Standorte setzt Apple Flaggschiff-Läden ein, wie beispielsweise an den Champs-Élysées in Paris, der Fifth Avenue in New York oder der George Street in Sydney. Apple Stores wurden für ihr Design oft ausgezeichnet, insbesondere in Bezug auf den Einsatz von Elementen wie Glas, Holz und Stein. Apple hat dabei auch Einfluss auf andere Vertreiber von Unterhaltungselektronik, die ebenfalls Läden betreiben. Aufgrund der Marketingstrategie sorgen neue Apple-Store-Eröffnungen oder neue Produkte für lange Warteschlangen vor den Eingängen der Geschäfte.

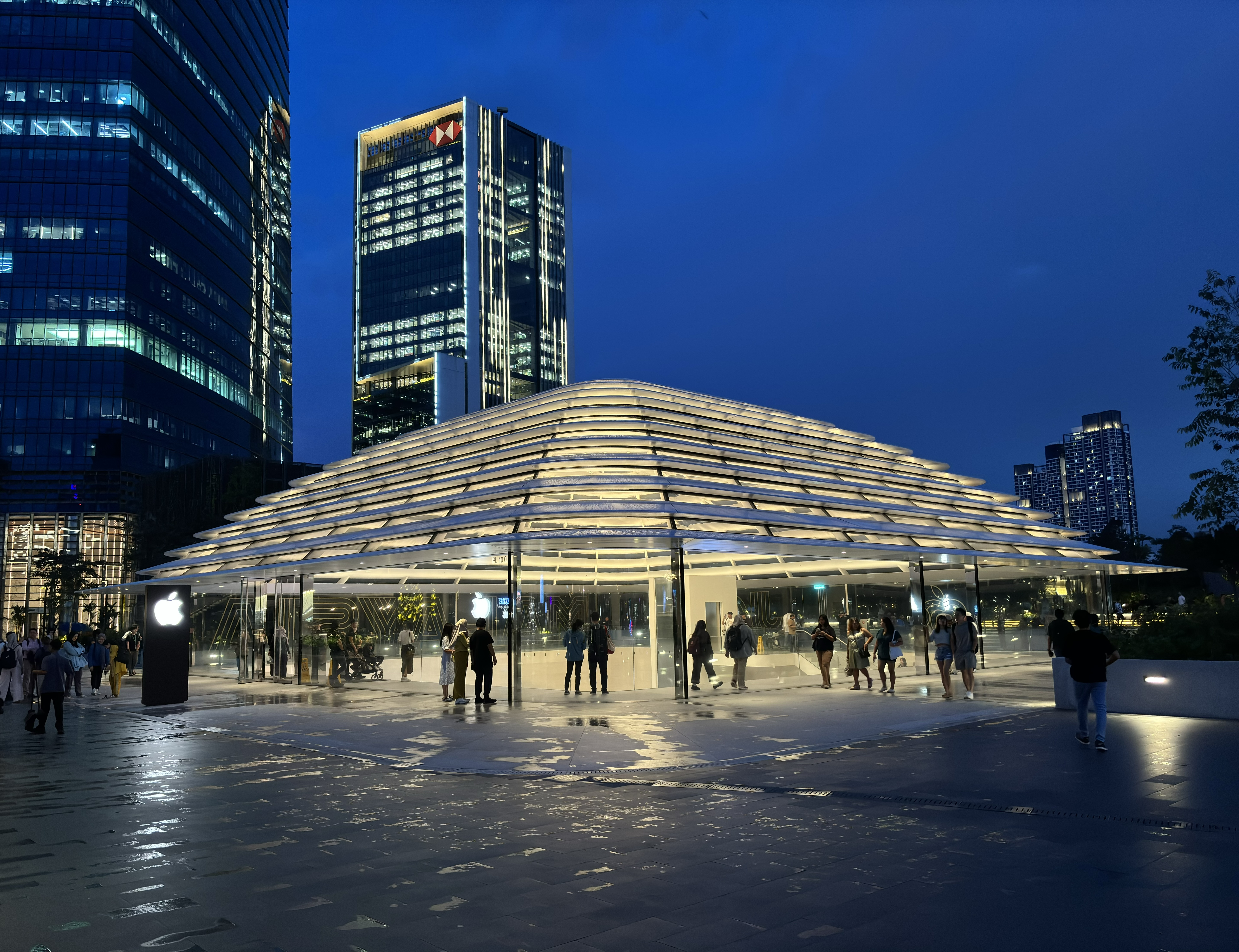
Erster Apple Store in Malaysia eröffnet in Kuala Lumpur

## Überblick

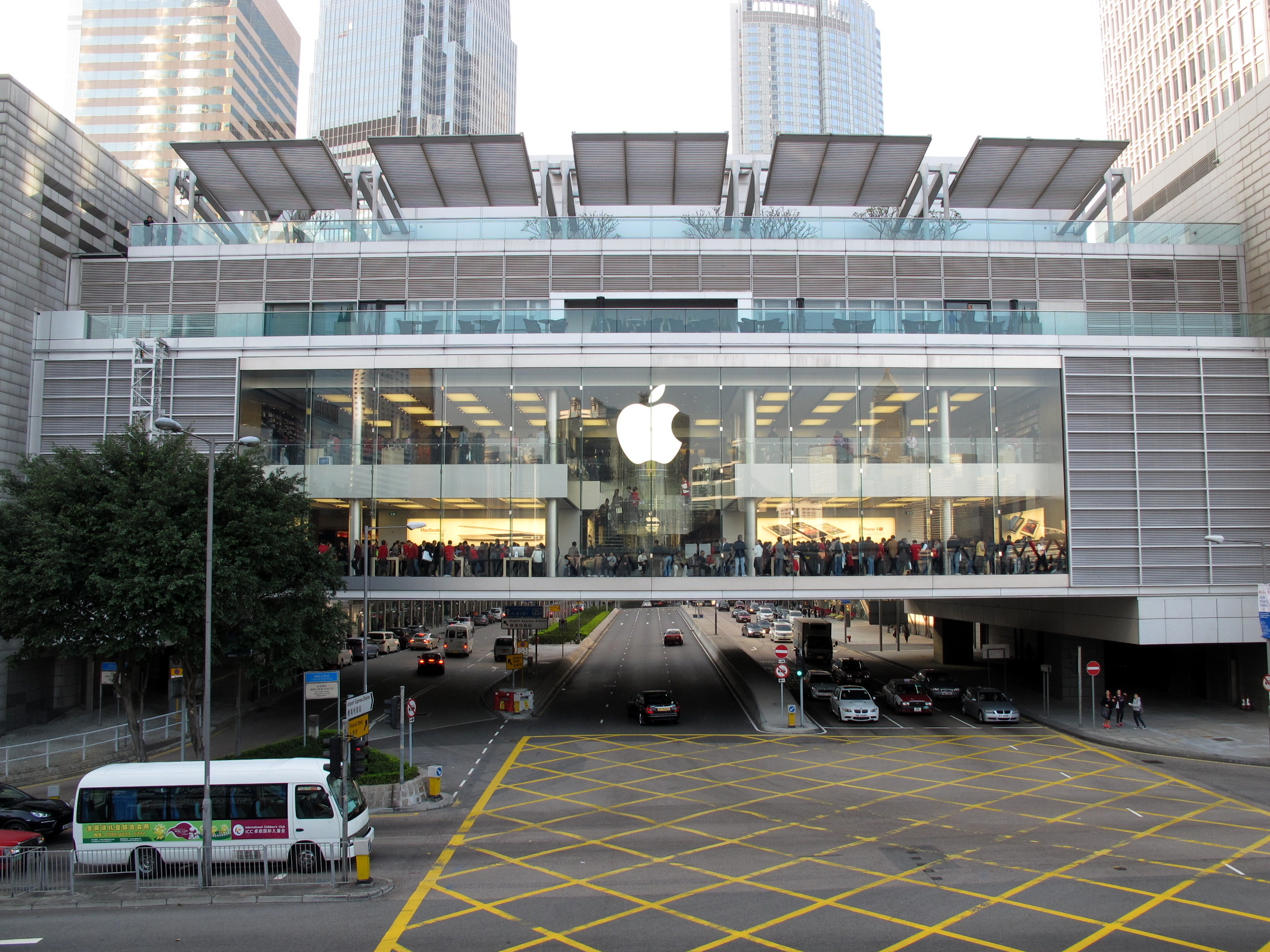
Ein Apple Store in der ifc Mall in Hongkong

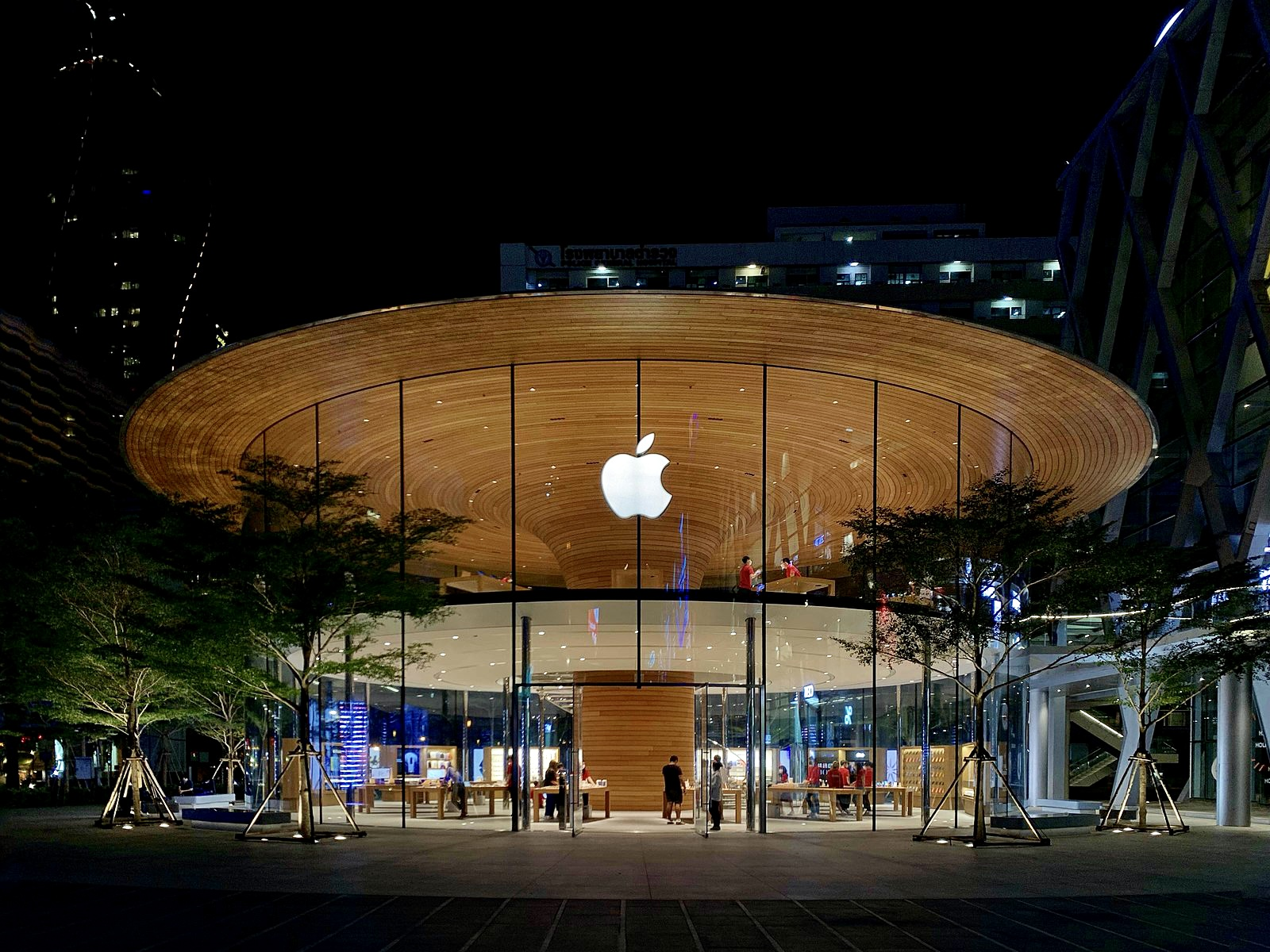
Der zweite Apple Store in Thailand am Central World Einkaufszentrum in Bangkok, 2020 eröffnet

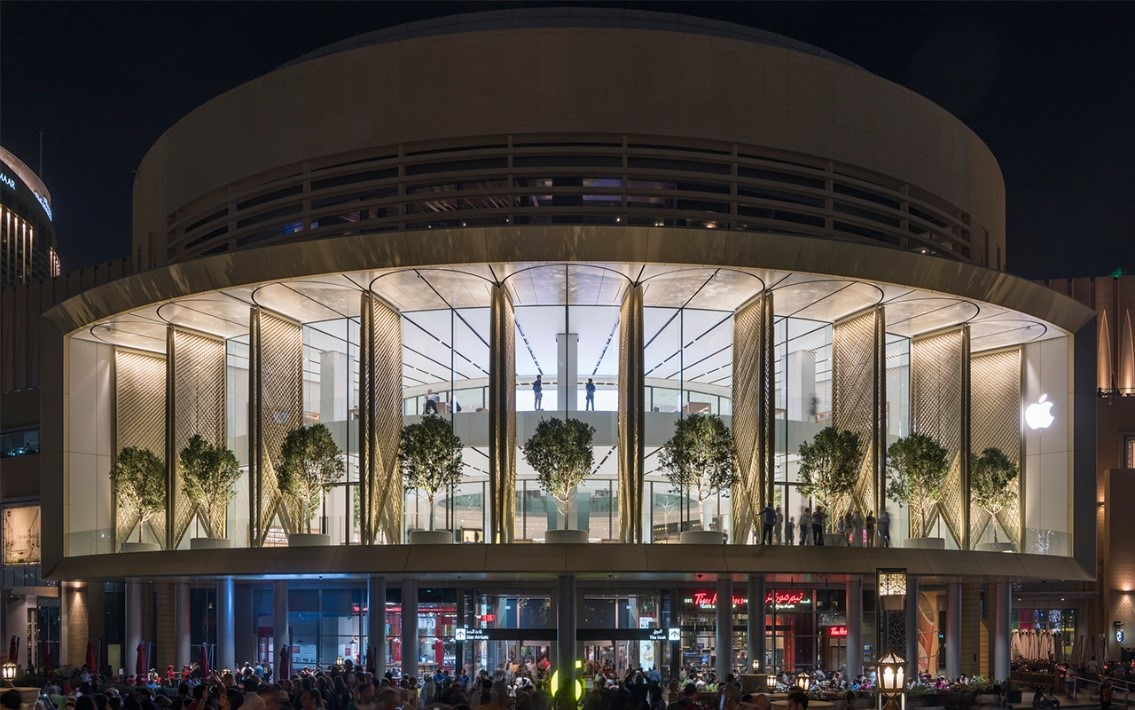
Ein Apple Store in Dubai

Ron Johnson war von 2001 bis zum 1. November 2011 Senior Vice President of Retail Operations. Es heißt, er war zuständig für die Standortauswahl, den In-Store-Service und das Ladendesign, während der Bestand von damaligem COO und heutigem CEO Tim Cook gesteuert wurde. Im Januar 2012 übergab Apple die Retail-Geschäftsleitung an John Browett, dem nach nur sechs Monaten gekündigt wurde, da er durch weniger neue Einstellungen von Personal und Begrenzung von Arbeitsstunden Kosten senken wollte. In einer späteren Konferenz teilte er mit, dass er nicht damit zurechtkam, wie das Geschäft geführt werden sollte. Im Oktober 2013 stellte Apple Angela Ahrendts ein, die von Burberry wechselte.  Als Ahrendts das Unternehmen im April 2019 verließ, weitete Deirdre O’Brien Worldwide Sales and Operations zu People und kürzlich zu People und Retail aus, und übernahm somit die Geschäftsführung der Retail-Sparte. In einem Interview mit der Funke Mediengruppe im Mai 2021 sagte sie, Apple hält an seinem Plan fest, in Zukunft weltweit weitere Stores zu öffnen.

## Länder und Regionen
Stand der Liste: 26. Juli 2025
| Nr. | Land/Region                  | Ersteröffnung      | Standort des ersten Stores                       | Anzahl der Stores | Einzelnachweise |
| --- | ---------------------------- | ------------------ | ------------------------------------------------ | ----------------- | --------------- |
| 1   | Vereinigte Staaten           | 19. Mai 2001       | Tysons Corner Center, Tysons Corner, Virginia    | 273               | [ 11 ]          |
| 2   | Japan                        | 30. November 2003  | Ginza, Tokio                                     | 11                | [ 12 ]          |
| 3   | Vereinigtes Königreich       | 20. November 2004  | Regent Street, London                            | 40                | [ 13 ]          |
| 4   | Kanada                       | 21. Mai 2005       | Yorkdale Shopping Centre, Toronto                | 28                | [ 14 ]          |
| 5   | Italien                      | 31. März 2007      | Centro Commerciale Roma Est, Rom                 | 17                | [ 15 ]          |
| 6   | Australien                   | 19. Juni 2008      | George Street, Sydney                            | 22                | [ 16 ]          |
| 7   | Volksrepublik China          | 19. Juli 2008      | Sanlitun, Peking                                 | 48                | [ 17 ]          |
| 8   | Schweiz                      | 25. September 2008 | Rue de Rive, Genf                                | 4                 | [ 18 ]          |
| 9   | Deutschland                  | 6. Dezember 2008   | Rosenstraße 1, München, Bayern                   | 16                | [ 19 ]          |
| 10  | Frankreich                   | 7. November 2009   | Carrousel du Louvre, Paris                       | 20                | [ 20 ]          |
| 11  | Spanien                      | 4. September 2010  | La Maquinista, Barcelona                         | 12                | [ 21 ]          |
| 12  | Hongkong                     | 24. September 2011 | ifc Mall                                         | 6                 | [ 22 ]          |
| 13  | Niederlande                  | 3. März 2012       | Hirschbuilding, Leidseplein, Amsterdam           | 3                 | [ 23 ]          |
| 14  | Schweden                     | 15. September 2012 | Täby Centrum, Stockholm                          | 3                 | [ 24 ]          |
| 15  | Brasilien                    | 15. Februar 2014   | VillageMall, Barra da Tijuca, Rio de Janeiro     | 2                 | [ 25 ]          |
| 16  | Türkei                       | 5. April 2014      | Zorlu Center, Istanbul                           | 3                 | [ 25 ]          |
| 17  | Belgien                      | 19. September 2015 | Avenue de la Toison d’Or, Brüssel                | 1                 | [ 26 ]          |
| 18  | Vereinigte Arabische Emirate | 29. Oktober 2015   | Mall of the Emirates, Dubai; Yas Mall, Abu Dhabi | 4                 | [ 27 ]          |
| 19  | Macau                        | 25. Juni 2016      | Galaxy Macau                                     | 2                 | [ 28 ]          |
| 20  | Mexiko                       | 24. September 2016 | Centro Santa Fe, Santa Fe, Mexiko-Stadt          | 2                 | [ 29 ]          |
| 21  | Singapur                     | 27. Mai 2017       | Orchard Road                                     | 3                 | [ 30 ]          |
| 22  | Taiwan                       | 1. Juli 2017       | Taipei 101, Taipei                               | 2                 | [ 31 ]          |
| 23  | Südkorea                     | 27. Januar 2018    | Garosu-gil, Seoul                                | 7                 | [ 32 ]          |
| 24  | Österreich                   | 24. Februar 2018   | Kärntner Straße, Wien                            | 1                 | [ 33 ]          |
| 25  | Thailand                     | 10. November 2018  | Iconsiam, Bangkok                                | 2                 | [ 34 ]          |
| 26  | Indien                       | 18. April 2023     | Bandra Kurla Complex, Mumbai                     | 2                 | [ 35 ]          |
| 27  | Malaysia                     | 22. Juni 2024      | The Exchange TRX, Kuala Lumpur                   | 1                 | [ 36 ]          |
|     | Gesamt (27)                  |                    |                                                  | 535 Stores        |                 |

## Apple Stores in Deutschland, Österreich und der Schweiz
Im deutschsprachigen Raum wurden bisher 21 Apple Stores eröffnet, darunter 16 Stores in Deutschland, vier Stores in der Schweiz und ein Store in Österreich. Die Schweiz bekam ihren ersten Store im September 2008, drei Monate später wurde der erste Store in Deutschland eröffnet. Österreich bekam seinen bis heute ersten und einzigen Apple Store rund zehn Jahre später, im Jahre 2018. Die Apple Stores in Deutschland werden von der Apple Retail Germany B.V. & Co. KG betrieben. Die folgende Übersicht zeigt die bekanntesten Niederlassungen.

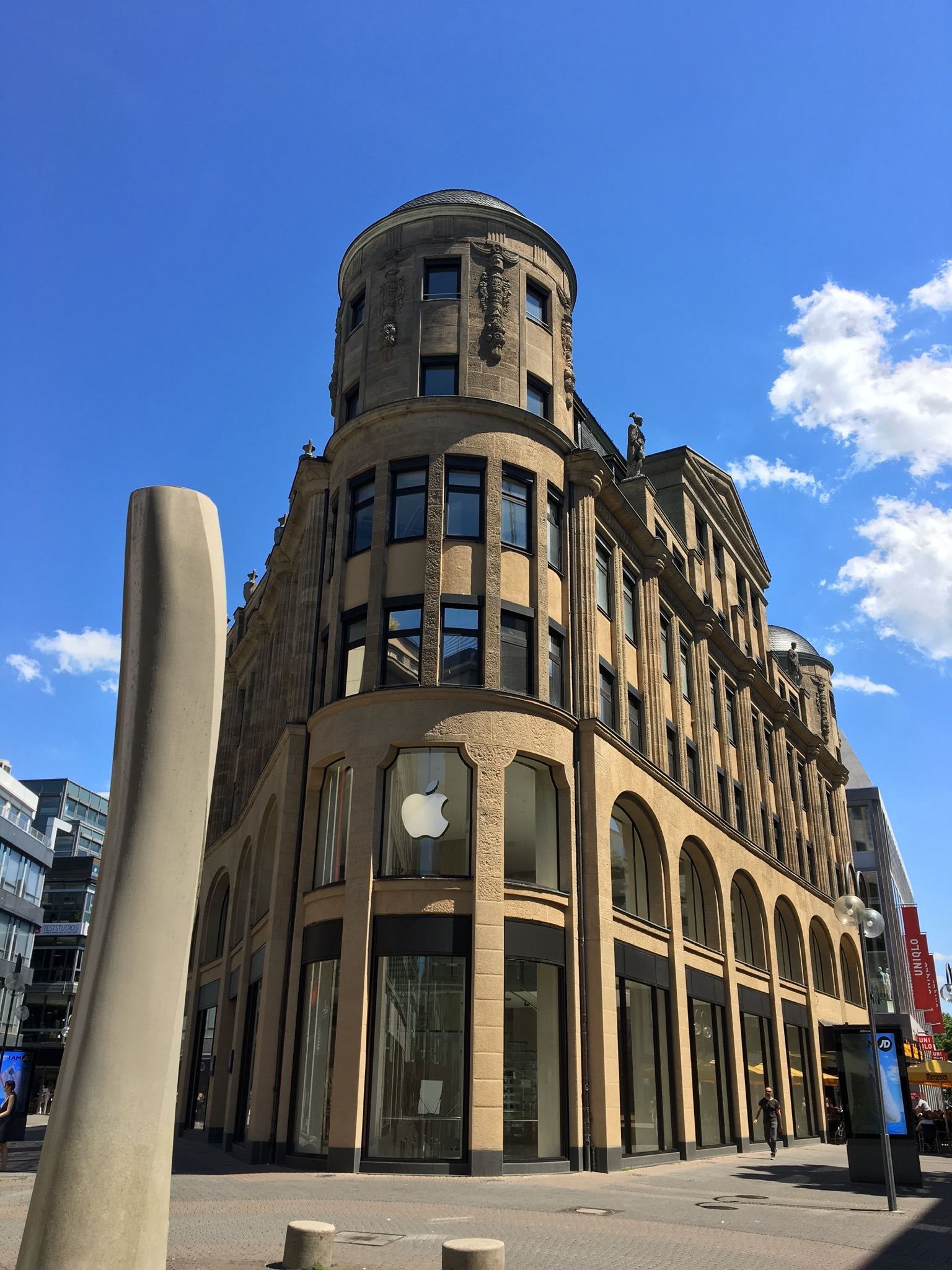
Zweiter Flaggschiff-Apple-Store in der Kölner Innenstadt

### Deutschland
- München, Rosenstraße, am 6. Dezember 2008[37]
- Hamburg, Alstertal-Einkaufszentrum, am 29. August 2009[38]
- Frankfurt am Main, Große Bockenheimer Straße, am 23. Januar 2010[39]
- Oberhausen, Centro, am 25. September 2010[40]
- Dresden, Altmarkt-Galerie, am 31. März 2011[41]
- Augsburg, City-Galerie, am 3. September 2011[42]
- Hamburg, Jungfernstieg, am 17. September 2011[43]
- Sulzbach (Taunus), Main-Taunus-Zentrum, am 17. November 2011[44]
- Köln, Rhein-Center, am 1. September 2012[45]
- Sindelfingen, Breuningerland Sindelfingen, am 21. September 2012[46]
- Berlin, Kurfürstendamm, am 3. Mai 2013[47]
- München, Olympia-Einkaufszentrum, am 28. September 2013[48]
- Düsseldorf, Kö-Bogen, am 14. Dezember 2013[49]
- Hannover, Bahnhofstraße, am 27. September 2014[50]
- Köln, Schildergasse, am 25. März 2017[51]
- Berlin, Rosenthaler Straße, am 2. Dezember 2021[52]

### Österreich
- Wien, Kärntner Straße, am 24. Februar 2018[53]

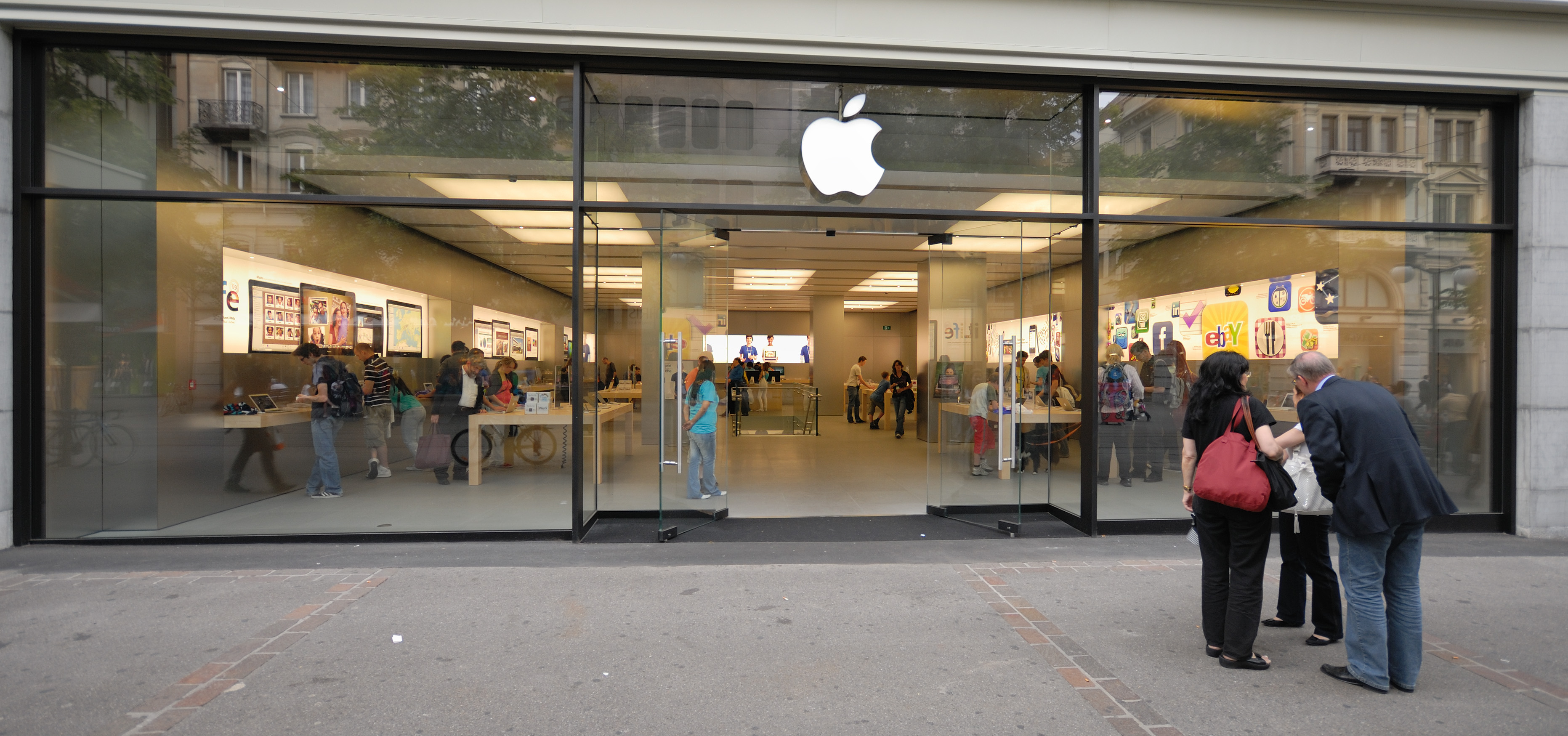
Apple Store in der Bahnhofstrasse, Zürich

### Schweiz
- Genf, Rue de Rive, am 25. September 2008[54]
- Wallisellen, Glattzentrum, Neue Winterthurerstrasse, am 26. September 2008[55]
- Zürich, Bahnhofstraße, am 22. Mai 2009, geschlossen am 15. August 2019[56]
- Basel, Freie Straße, am 12. Juli 2014[57]
- Zürich, Rennweg, am 31. August 2019[58]